# Luke Humphries
Luke Humphries (Newbury, 11 de febrero de 1995) es un jugador de dardos inglés.
Es conocido por haberse proclamado campeón del mundo en el Mundial de la PDC de 2024, donde superó en la final a Luke Littler, después de un 2023 en el que Humphries logró tres títulos.

## Estadísticas

### PDC
| Campeonato Mundial           | Prel. | QF  | QF  | 1R  | QF  | 4R  | G  |
| The Masters                  | DNQ   | DNQ | DNQ | DNQ | 2R  | 2R  | 2R |
| UK Open                      | 3R    | 3R  | 4R  | F   | 4R  | 6R  |    |
| Premier League               | DNP   | C   | C   | DNP | DNP | DNP |    |
| World Matchplay              | DNQ   | DNQ | DNQ | 2R  | 1R  | SF  |    |
| World Grand Prix             | DNQ   | DNQ | DNQ | 2R  | 1R  | G   |    |
| Campeonato Europeo           | DNQ   | DNQ | DNQ | 2R  | QF  | QF  |    |
| Grand Slam                   | DNQ   | DNQ | RR  | RR  | SF  | G   |    |
| Players Championship Finals  | DNQ   | 1R  | 3R  | 3R  | SF  | G   |    |
| Copa del Mundo               | DNP   | DNP | DNP | DNP | DNP | DNP |    |
| World Series of Darts Finals | DNQ   | DNQ | DNQ | DNQ | DNQ | SF  |    |
| Estadísticas                 |       |     |     |     |     |     |    |
| Ranking a final de año       | 57    | 35  | 42  | 19  | 5   | 3   |    |

| Leyenda | Leyenda                     | Leyenda | Leyenda                | Leyenda | Leyenda             | Leyenda | Leyenda                                           |
| ------- | --------------------------- | ------- | ---------------------- | ------- | ------------------- | ------- | ------------------------------------------------- |
| DNP     | No participó                | DNQ     | No se clasificó        | NH      | No se disputó       | #R      | derrota en las primeras rondas (RR = Round robin) |
| QF      | derrota en cuartos de final | SF      | derrota en semifinales | F       | derrota en la final | G       | ganador del torneo                                |